# Кіссінг (Баварія)
Кіссінг (нім. Kissing) — громада в Німеччині, знаходиться в землі Баварія. Підпорядковується адміністративному округу Швабія. Входить до складу району Айхах-Фрідберг.
Площа — 23,12 км2. Населення становить 11 581 ос. (станом на 31 грудня 2020).